# Orquesta Sinfónica de Braddell Heights
Braddell Heights Symphony Orchestra o La Orquesta Sínfonica de Braddel Heights (BHSO) es una orquesta fundada en 1986 establecida en Singapur. Desde el año 1989 hasta 2012, la orquesta fue conducida por el Maestro Yan Yin Wing, desde el 2012 hasta el momento son dirigidos por Adrian Tan. Durante los años de Yin Wing la orquesta dio más de 60 conciertos públicos y eventos nacionales, entre los cuales estuvo la cena inauguración del antiguo Primer ministro de Singapur, Goh Chok Tong; y el aniversario número 40 de la People's Association en el año 2000. Internacionalmente, la BHSO participó en intercambios musicales con numerosas orquestas, entre las cualesestan la Orquesta de Sinfónica de Corea, la Orquesta Filarmónica de Sunigami (Japón), la Orquesta Sinfónica de Penang (Malasia) y la Orquesta de Sinfónica de la Academia Krasnoyarsk (Federación de Rusia). La orquesta para el 2020 cuenta con más de 80 miembros.

## Alcance de la Orquesta
La orquesta se ha presentado en ocasiones con prominentes músicos locales, entre los cuales están la violinista Chan Yoong Han, el pianista Albert Lin, la soprano Stella Zhou y el chelista Chan Wei Shing, como también se han logrado presentarse con músicos conocidos en todo el mundo como los directores: el británico Christopher Fifield, la vietnamita Helen Quach (Vietnam); y chelista húngaro Paul Banda.  La orquesta ha apoyado el desarrollo de artistas jóvenes a través de su programa "Gifted Young Musicians" desde el año 1988.
Muchos talentos jóvenes singapurense han hecho su debut con el BHSO donde consiguieron su primera oportunidad  para tocar con una orquesta. En años recientes, el BHSO ha ganado una buena reputación con su innovadora aproximación para promover música clásica, ganando audiencias nuevas a través de conciertos informativos presentados en maneras comprometedoras. Las audiencias estuvieron invitadas para cantar junto con los solistas y el coro en el famoso oratorio de Handel, Messiah en 2013; y en 2015, 30 miembros del público, de los cuales tenían poca o ninguna formación en música, fueron invitados a unirse al coro para la presentación de la 9.ª Sinfonía de Beethoven, la cual fue tocada en el Esplanade Concert Hall de Singapur, siendo aclamada por el público. Su memorable e inspirador viaje estuvo capturado en la película documental corta “Hay música en cada uno de nosotros”, transmitido por el canal Okto en febrero de 2016.

## Trabajo reciente
En 2017, BHSO participó en el Programa de Intercambio Artístico y Cultural Kagoshima-Singapur 2017, organizado por el Gobierno de la Prefectura de Kagoshima, en colaboración con la Asociación Popular, Braddell Heights Community Club y el Consejo de Autoridades Locales para las Relaciones Internacionales (CLAIR).
En diciembre de 2018, BHSO junto con TJC presentaron la Cantata del Río Amarillo, dirigida por el Maestro Tsung Yeh de sco, interpretada en la Sala de Conciertos Esplanade. Desde 2018, los miembros de BHSO también han donado entradas patrocinadas para los menos privilegiados. Estos esfuerzos caritativos han liderado el camino para que BHSO fomente la inclusión y, por lo tanto, se mantenga fiel a su misión de "música para todos”
El 15 de septiembre de 2019, BHSO y TJC colaboraron con una de las luces líderes más conocidas de Singapur en la escena artística, Dick Lee, para la celebración del 30 aniversario de su icónico álbum de segundo año "The Mad Chinaman”.